# Iniziativa popolare in Svizzera
La legge di iniziativa popolare (in tedesco: Volksinitiative, in francese: initiative populaire, romancio: iniziativa dal pievel) è uno strumento sancito dalla legge svizzera che conferisce particolari diritti politici agli elettori a tutti i livelli istituzionali (federale, cantonale e comunale). La democrazia diretta svizzera trova espressione prevalentemente in due distinti strumenti fondamentali per l'esercizio diretto del potere politico: lo strumento dell'iniziativa popolare, tramite il quale il corpo elettorale può proporre e sancire l'adozione di nuove norme costituzionali, e lo strumento del referendum popolare, che permette al popolo di pronunciarsi in merito a leggi ordinarie già approvate dal Parlamento.
Questo articolo descrive le leggi di iniziativa popolare a livello federale.

## Descrizione
Con un'iniziativa popolare federale gli elettori svizzeri possono richiedere una revisione della Costituzione federale della Confederazione svizzera. È necessario distinguere tra:
- iniziativa popolare di modifica totale della costituzione,
- iniziativa popolare di modifica parziale della costituzione sotto forma di testo già elaborato,
- iniziativa popolare di modifica parziale della costituzione sotto forma di proposta generica.

Nel caso della maggior parte delle iniziative popolari si tratta di iniziative di modifica parziale sotto forma di testo già elaborato.
Le iniziative popolari sono promosse dai cittadini, da gruppi di interesse, e da partiti politici, e non dal governo o dal Parlamento.
Dal 1891 fino all'agosto 2021 sono state proposte in totale 346 iniziative popolari, di cui 222 sono state sottoposte al voto popolare. Capita abbastanza raramente che l'elettorato svizzero approvi un'iniziativa popolare: dal 1891 è accaduto appena 23 volte. Nonostante ciò le iniziative popolari rappresentano un meccanismo di pressione e di rinnovamento fondamentale per la democrazia svizzera, dal momento che spesso anche solo la minaccia di un'iniziativa popolare può essere sufficiente a far sì che l'organo legislativo si mobiliti.

## Procedura per iniziative popolari sotto forma di testo già elaborato

### Controllo preliminare
Prima dell'inizio della raccolta delle firme per un'iniziativa popolare sotto forma di testo già elaborato è necessario sottoporre il testo dell'iniziativa alla Cancelleria federale per un controllo preliminare. La Cancelleria è inoltre responsabile per la traduzione del testo e per l'equipollenza dello stesso nelle diverse lingue ufficiali. Successivamente la Cancelleria controlla che siano rispettati tutti i criteri previsti in materia di titolo dell'iniziativa (che non deve essere ingannevole, tendenzioso o fraintendibile), composizione del comitato d'iniziativa (che deve essere costituito da un minimo di sette fino ad un massimo di ventisette membri), completezza della lista di firme (tra le altre cose, titolo e testo dell'iniziativa, nota sulle disposizioni penali, clausola di ritiro incondizionato) e pubblicazione dell'iniziativa nel Foglio federale.

### Raccolta firme
A partire dalla pubblicazione nel Foglio federale si fissa la scadenza di 18 mesi per la raccolta delle firme, durante la quale devono essere raccolte 100000 firme valide. Sebbene in passato si provvedesse alla raccolta firme direttamente presso i seggi elettorali, l'introduzione del voto per corrispondenza ha determinato la caduta in disuso per questa pratica. Oggigiorno molti comitati d'iniziativa organizzano piuttosto eventi di raccolta delle firme in strade e piazze oppure fanno distribuire le liste per posta. La raccolta viene spesso sostenuta anche tramite piattaforme online (sebbene viga sempre l'obbligo di stampare, firmare e far inviare per posta il documento pdf preaffrancato).

### Conferma di diritto al voto
Le liste devono poi essere inviate entro la scadenza per la raccolta delle firme ai comuni di residenza responsabili, i quali verificano l'effettivo diritto al voto dei firmatari e, se necessario, ne confermano la validità. Dal momento che, per esempio, firmatari che sono nel frattempo deceduti o che si sono trasferiti non possono essere confermati, si cerca di ottenere questi certificati di conferma al diritto di voto progressivamente nel corso dell'intera durata della raccolta di firme.

### Consegna e riuscita dell'iniziativa
Infine le liste devono essere sottoposte alla Cancelleria federale entro i termini previsti, nella loro interezza e separate per cantone. La Cancelleria si occupa poi di certificare il raggiungimento della quota necessaria di 100000 firme valide e quindi la riuscita dell'iniziativa, tramite comunicazione ufficiale nel Foglio federale. I comitati d'iniziativa solitamente organizzano la consegna delle firme di fronte al Parlamento a Berna.

### Parere del Consiglio federale
Le iniziative popolari che sono riuscite vengono discusse dal Consiglio federale entro un anno. Nel caso in cui il Consiglio decida di formulare un controprogetto, i tempi di consultazione possono essere estesi fino ad un anno e mezzo. Il parere dell'esecutivo viene infine presentato nel messaggio ufficiale del governo concernente l'iniziativa in questione. Questo messaggio si focalizza prima di tutto sulla validità dell'iniziativa, ovvero sui criteri di integrità di forma, integrità di materia, così come il rispetto dei vincoli posti dai trattati internazionali. Viene discusso anche il criterio tacito della realizzabilità effettiva dell'iniziativa. Successivamente vengono discusse le conseguenze, principalmente di natura giuridica, che l'adozione dell'iniziativa comporterebbe, accompagnate a volte da confronti internazionali. Viene anche riportato il parere degli esperti. Il messaggio è diretto al Parlamento e si conclude con la raccomandazione all'adozione oppure al respingimento dell'iniziativa.

### Consultazioni parlamentari
Al giudizio del Parlamento si deve giungere entro due anni e mezzo dalla consegna dell'iniziativa. Nel caso in cui almeno una delle due assemblee abbia adottato un controprogetto all'iniziativa popolare, questi tempi possono essere allungati fino a tre anni e mezzo. Per prima cosa si deve decidere sulla validità dell'iniziativa. Dal 2003 è inoltre possibile che l'iniziativa venga dichiarata non valida o nulla solo in parte. Fino ad agosto 2021 sono state annullate quattro iniziative ed in un caso è stata dichiarata non valida solo una parte dell'iniziativa. Nel caso in cui l'iniziativa venga dichiarata valida (anche solo parzialmente), il Parlamento determina il proprio papere sull'iniziativa scegliendo una delle seguenti opzioni:
- Parere positivo
  - senza controprogetto
  - con controprogetto (disegno di riforma costituzionale alternativo)
- Parere negativo
  - senza controprogetto
  - con controprogetto (disegno di riforma costituzionale alternativo)

In ognuno di questi casi il parere del Parlamento ha l'esclusivo carattere di raccomandazione di voto all'elettorato. La decisione finale spetta in ultima istanza sempre e comunque all'elettorato.
Il testo dell'iniziativa non può essere modificato dal Parlamento, ad eccezione delle correzioni di errori di traduzione manifesti.

### Voto popolare
Il Consiglio federale sottopone l'iniziativa al voto popolare entro dieci mesi dalla deliberazione finale delle due camere, o al più tardi entro dieci mesi dalla scadenza stabilita dal Parlamento (nel caso in cui questo non sia in grado di rispettare le proprie scadenze). Affinché l'iniziativa ottenga l'approvazione di una revisione parziale della costituzione federale, è necessario il raggiungimento di una doppia maggioranza: la maggioranza nel voto popolare e la maggioranza dei voti nella maggior parte dei cantoni.

## Procedura per iniziative popolari sotto forma di proposta generica
Un'iniziativa popolare di modifica parziale della costituzione sotto forma di proposta generica impone al Parlamento l'obbligo di elaborare un disegno di legge di revisione costituzionale nello spirito del parere espresso dall'iniziativa stessa. Nel caso in cui il Parlamento sia di parere positivo, elabora la proposta e la sottopone al referendum obbligatorio popolare con doppia maggioranza (cioè un referendum che richiede la maggioranza nel voto popolare e la maggioranza di voti nella maggior parte dei cantoni). Nel caso in cui il Parlamento sia invece di parere negativo, sottopone l'iniziativa direttamente al voto popolare a maggioranza semplice. Con questo voto popolare non si tratta ancora di approvare un emendamento costituzionale, bensì solamente di far esprimere all'elettorato un parere preliminare sulla procedura iniziata. Se l'elettorato esprime un parere positivo, allora il Parlamento elabora la proposta e la sottopone al referendum obbligatorio popolare con doppia maggioranza.
La raccolta di firme e la riuscita dell'iniziativa sono disciplinati dalle stesse regole che disciplinano le iniziative popolari sotto forma di testo già elaborato. Nel caso delle scadenze, invece, vigono disposizioni speciali. Il consiglio federale ha l'obbligo di sottoporre il proprio parere (raccomandazione di voto positiva o negativa) al Parlamento entro un anno dalla consegna dell'iniziativa e il Parlamento deve pronunciarsi entro due anni dalla stessa. All'iniziativa non può essere opposto alcun controprogetto. Il Consiglio federale deve presentare al Parlamento una proposta di legge di revisione costituzionale entro un anno dall'approvazione del Parlamento o, nel caso in cui il Parlamento abbia rifiutato l'iniziativa, entro un anno dal risultato positivo del referendum popolare. Il Parlamento deve ratificare la proposta di revisione costituzionale entro due anni dalla sua approvazione e il voto popolare deve successivamente aver luogo entro dieci mesi.

### Frequenza e problematicità
Dal 1891 sono state sottoposte undici iniziative popolari sotto forma di proposta generica, l'ultima volta nel 1993 (iniziativa popolare "Per l'abrogazione dell'imposta federale diretta"). Quattro iniziative sono state rigettate dall'elettorato in sede di voto e cinque sono state ritirate. Due iniziative sono state approvate dal Parlamento, che si è quindi assunto l'incarico di elaborare un disegno di legge di revisione costituzionale. In entrambi i casi i disegni di legge così elaborati sono stati bocciati in sede di voto popolare.
L'esempio dell'iniziativa popolare "Servizio civile" mostra bene le problematicità di questa forma di iniziativa popolare. Il Parlamento nella sua proposta di legge si discostò talmente tanto dalla direzione proposta dall'iniziativa, che alla fine persino il comitato d'iniziativa raccomandò di rigettare la proposta. L'implementazione dell'iniziativa venne poi rifiutata nel voto popolare del 4 dicembre 1977. "Questo mette chiaramente in mostra, perché la proposta generica non viene utilizzata quasi per niente: le manca, a parità di numeri e firme necessarie, quei caratteri di obbligatorietà e di non modificabilità, che invece contraddistinguono le iniziative popolari con testo già formulato".

## Iniziative popolari di modifica totale della costituzione
Un'iniziativa popolare di modifica totale della costituzione è un particolare quesito referendario che viene sottoposto all'elettorato, con il solo requisito di maggioranza semplice. Nel caso in cui l'elettorato si pronunci favorevolmente, si procede alla rielezione di entrambe le camere del Parlamento, al fine di elaborare una nuova costituzione. Non esistono particolari regole per la gestione dell'iniziativa da parte del Consiglio federale o del Parlamento, sono pertanto applicabili le analoghe condizioni relative alle iniziative di revisione parziale.
Dal 1891 si è verificato solo una volta che un'iniziativa popolare di revisione totale è stata sottoposta al voto popolare, tuttavia l'iniziativa fu bocciata dall'elettorato nel voto referendario dell'8 settembre 1935.
Nel periodo che va dalla fondazione delle federazione nel 1848 fino al 1891 non esistevano ancora le iniziative di revisione parziale, bensì unicamente quelle di revisione totale. Nel 1880 vi fu il caso di un'iniziativa popolare che era formalmente di revisione totale, ma che proponeva sostanzialmente solo una revisione parziale, ovvero l'iniziativa per l'introduzione della sovranità monetaria della federazione.

## Storia
Dopo essere stato introdotto già negli anni '30 dell'Ottocento nelle costituzioni dei cantoni di Argovia, Basilea Campagna, Turgovia, Sciaffusa, Lucerna e San Gallo, lo strumento dell'iniziativa popolare fece ingresso anche nella costituzione federale del 1848. Gli articoli dal 111 al 114, che disciplinavano la revisione della costituzione federale, non chiarivano univocamente, almeno dal punto di vista interpretativo moderno, se si intendesse istituire una procedura per la revisione parziale o totale della costituzione. Tuttavia, il testo fu interpretato - in base al consenso giuridico dell'epoca - come inteso a disciplinare una revisione totale della costituzione, per cui revisioni parziali non furono permesse.
L'articolo 113 recita: "se 50000 cittadini svizzeri firmatari richiedono la revisione della costituzione, il quesito, se la revisione debba aver luogo oppure no, deve essere sottoposto per il voto al popolo svizzero". 50000 firme rappresentavano all'epoca circa l'otto per cento degli aventi diritto al voto.
Le proposte di iniziative per la revisione parziale della costituzione e per la revisione di leggi ordinarie iniziarono a circolare dagli anni '60 dell'Ottocento. Anche il disegno di riforma costituzionale del 1872, che fu rigettato, prevedeva l'istituzione di un referendum per leggi ordinarie. Ciò nonostante nella costituzione federale del 1874 venne mantenuta la stessa disciplina del 1848. Negli anni successivi regnò soprattutto la paura di una perdita di importanze delle elite sociali. Dopo l'introduzione della sovranità popolare nel cantone di Zurigo, Alfred Escher era dell'opinione che chiunque sia convinto dell'infallibilità del popolo, non differisce in niente dai cattolici, che credono all'infallibilità del papa (che in quegli anni era demonizzato dal mondo liberale del 1848, e con lui i conservatori cattolici). Salmon Vögelin dette un'altra ragione: "si teme questo: che con il diritto all'iniziativa popolare la questione sociale possa penetrare nelle camere dei consigli". Dopo ripetute richieste e dopo un'"iniziativa popolare" già sottoposta il 3 agosto 1880 da Wilhelm Joos di Sciaffusa, umoristicamente definito "predicatore itinerante", i conservatori cattolici, sulla base delle esperienze acquisite in seguito al referendum del 1884, cedettero e l'iniziativa popolare per la revisione parziale della costituzione fu introdotta nel 1891. Appena 14 mesi dopo fu presentata la prima iniziativa popolare di quel tipo, per "Divieto della macellazione rituale", che fu approvata nel 1893. Al contrario continuarono a fallire i tentativi per l'introduzione di un referendum per le leggi ordinarie a livello federale, come nel caso dell'iniziativa cantonale del 1904, delle mozioni parlamentari del 1918 e del 1930, dell'iniziativa popolare del 1958 e dell'iniziativa parlamentare del 1986.
Dopo un periodo in cui lo strumento dell'iniziativa popolare cadde in disuso, a eccezione della recessione degli anni '30 e degli anni '50, iniziò a godere di grande popolarità dagli anni '70 in poi. I partiti politici hanno scoperto l'uso dell'iniziativa popolare come strumento per la promozione delle proprie politiche, in vista delle elezioni parlamentari.

## Critiche

### Incompatibilità con diritti fondamentali
Oggi un'iniziativa popolare a livello federale può essere dichiarata nulla se (come praticamente non accade mai) viola i criteri di integrità di forma, integrità di materia o i vincoli legali posti dai trattati internazionali. Dal momento che, secondo alcuni, di recente vengono proposte ed accettate sempre più iniziative che, pur non violando i trattati internazionali, sono incompatibili con i diritti fondamentali della costituzione o del diritto internazionale (o lo sarebbero di fatto se implementate), viene a porsi il quesito se le decisioni popolari debbano avere priorità sul diritto internazionale oppure no.
La parlamentare Thérèse Meyer-Kaelin (CVP) menziona a proposito l'esempio dell'iniziativa popolare "Contro l'edificazione di minareti". L'iniziativa effettivamente non viola alcun vincolo internazionale, dal momento che la convenzione europea per i diritti dell'uomo non appartiene a quei trattati internazionali che sono legalmente vincolanti. L'11 marzo 2009 venne approvata dal Consiglio nazionale un'iniziativa parlamentare (del 5 ottobre 2007), che prevedeva una modifica della costituzione federale, in base alla quale un'iniziativa popolare poteva essere dichiarata nulla, qualora fosse in sostanziale violazione dei diritti fondamentali o delle garanzie del diritto internazionale. La proposta venne bocciata nel Consiglio degli stati.

### Leggi ordinarie invece che articoli della costituzione
Alcuni critici trovano problematico il fatto che tramite le iniziative popolari si possono implementare emendamenti costituzionali, ma non emendamenti a leggi ordinarie. In particolare ciò potrebbe portare all'adozione in seno alla costituzione di norme da considerarsi poco degne del rango di leggi costituzionali, essendo più appropriato classificarle come leggi ordinarie. Ad esempio la tutela degli acquitrini (e il divieto di erigere piazze d'armi su acquitrini e torbiere) è disciplinata nella costituzione, invece che in un'analoga legge ordinaria per la tutela della natura o per la protezione dell'ambiente. Il numero delle iniziative che sono riuscite ad entrare nella costituzione è aumentato dopo la revisione costituzionale totale del 1999, che sfoltì la costituzione da molte normative ormai datate. Ma dal momento che nella Svizzera tendono a prevalere, anche nella vita politica, considerazioni di natura pragmatica, questo problema di natura quasi cosmetica non riscuote grande rilevanza.

### Problemi legati all'implementazione di un'iniziativa
Il Parlamento è stato accusato da diverse parti di aver annacquato, ovvero di non aver correttamente implementato, i provvedimenti di alcune iniziative popolari con esito positivo. Esempi di questo tipo sono la "Iniziativa delle Alpi", l'iniziativa popolare "Contro l'immigrazione di massa" o la "Iniziativa sulle abitazioni secondarie". Spesso un articolo costituzionale non trova applicazione immediata, ma piuttosto sancisce dei principi fondamentali, che poi il Parlamento, attraverso una legge federale, cerca di implementare più in concreto. Occasionalmente le iniziative popolari contengono una condizione che vincola il Consiglio federale, nel caso in cui non sia riuscito a far approvare la legislazione necessaria entro un certo periodo di tempo, ad implementare l'iniziativa tramite decreto.
Al momento dell'implementazione di un'iniziativa popolare possono a volte verificarsi incompatibilità con altri articoli costituzionali preesistenti, che devono tuttavia continuare ad essere rispettati. In questi casi il Parlamento e il Consiglio federale dispongono di un certo margine di interpretazione, del quale in ultima istanza deve rispondere il comitato d'iniziativa stesso. Inoltre ai fini dell'interpretazione di un articolo costituzionale ha rilevanza solo il testo esatto e non le spiegazioni o le promesse a cui hanno dato voce gli iniziatori del voto nel corso della campagna referendaria. Occasionalmente le dichiarazioni degli iniziatori e le aspettative che essi generano non sono in accordo con il testo esatto dell'iniziativa. Questa è la conseguenza del fatto che nel dibattito politico spesso si pone in primo piano la mobilitazione politica, piuttosto che le conseguenze giuridiche concrete di un'iniziativa.
Nel caso dell'iniziativa "Sì all'abolizione del canone radiotelevisivo (Abolizione del canone Billag)", poi bocciata, un articolo opinionistico comparso sul Neue Zürcher Zeitung descriveva l'interpretazione del testo della modifica costituzionale proposta dagli iniziatori durante la campagna referendaria come un "nebbiogeno, un trucco di prestigio, che mina la serietà degli iniziatori. Così si rende la democrazia diretta più aggressiva e imprevedibile, ma in fin dei conti meno efficace." Questa perdita di valore è ulteriormente peggiorata dalla tendenza al voto di protesta.
In Svizzera non esiste un ente giuridico incaricato di verificare la compatibilità e concordanza tra le decisioni prese dal governo e dal Parlamento e quelle espresse nella costituzione e nelle iniziative popolari. Un ex-presidente del Tribunale federale, Martin Schubarth, ha motivato questo stato di fatto con l'alto livello di fiducia della popolazione nei confronti del potere legislativo e sostenendo che le corti costituzionali esistono principalmente in paesi dove il potere legislativo non è stato in grado a volte di proteggere i diritti fondamentali sanciti dalla costituzione.

### Statistiche
Lo strumento dell'iniziativa popolare, introdotto nel 1891, trovò poca applicazione fino agli anni '70. Dal quel momento in poi il numero di iniziative popolari subì un forte aumento, sebbene i successi alle urne rimanessero pochi. Tra il 1949 e il 1982 non una singola iniziativa venne approvata. Solamente con l'inizio del nuovo millennio è iniziata ad aumentare significativamente la proporzione di iniziative approvate. Dal 1891 fino ad Agosto 2021, l'elettorato si è pronunciato in merito a 222 iniziative. Un terzo di queste ha avuto luogo dal 2000 in poi. In totale sono state approvate 23 iniziative, di cui ben undici risalgono a dopo il 2000.
Nella cinquantesima legislatura (2015-2019) ben sedici iniziative popolari giunsero alle urne e furono tutte bocciate. Un bilancio simile si ebbe l'ultima volta nella quarantacinquesima legislatura (1995-1999), mentre in ciascuna delle quattro legislature intermedie fu approvata almeno una iniziativa. Il periodo tra il 2004 e il 2014 è altrimenti noto come il "decennio delle iniziative popolari", in cui nove proposte furono approvate. Nel 2017 l'elettorato non è stato chiamato a pronunciarsi su alcuna iniziativa, cosa che non accadeva da 34 anni. All'agosto 2021, l'ultima iniziativa approvata è l'iniziativa per il "Sì al divieto di dissimulare il proprio viso" del 7 marzo 2021.